# مكتبة الأوقاف (بغداد)
مكتبة الأوقاف أو مكتبة الأوقاف المركزية هي مكتبة تقع في الوزيرية، بغداد.

## تاريخ المكتبة

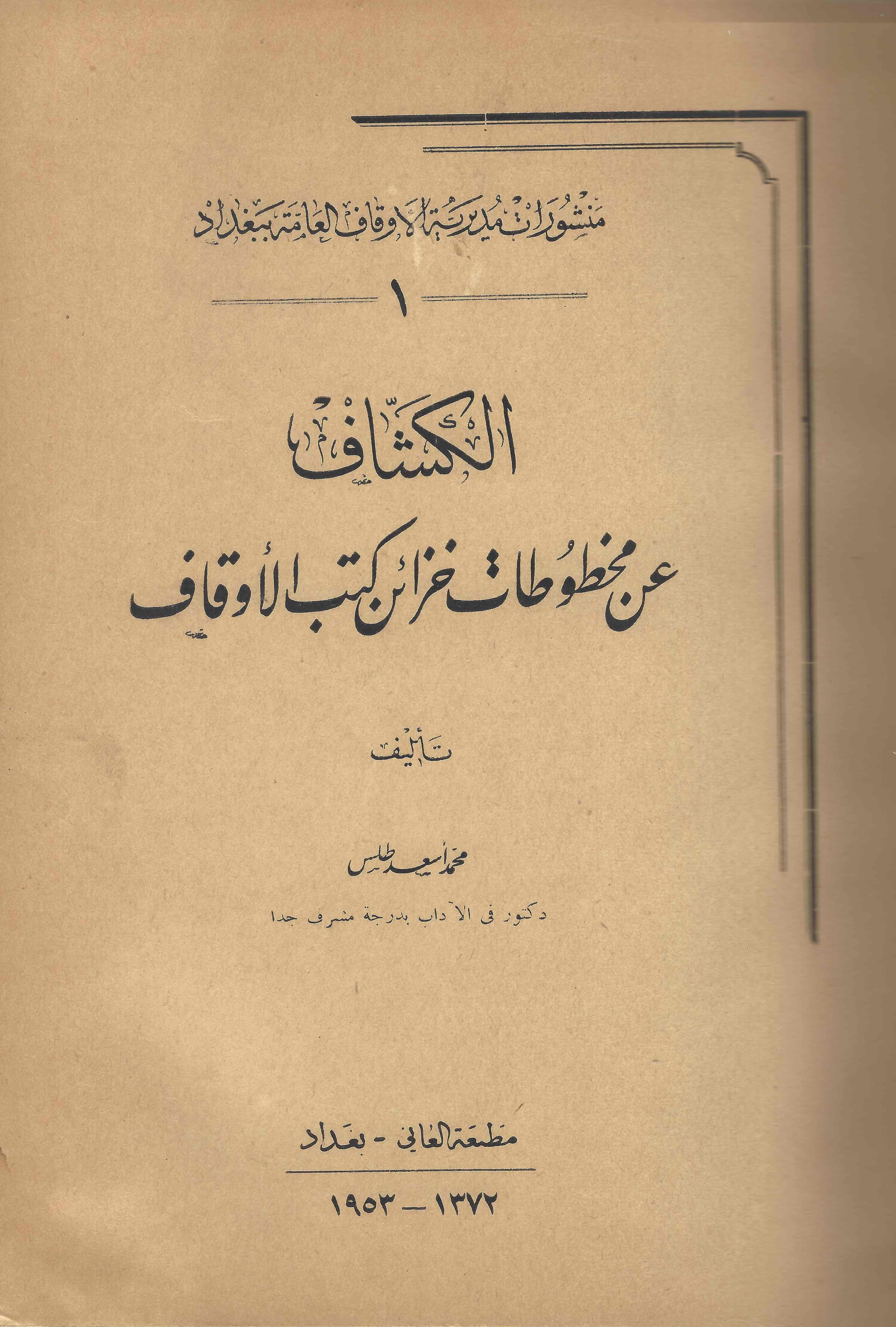
الكشّاف عن مخطوطات خزائن كتب الأوقاف من تأليف محمد أسعد طلس الذي نشر عام 1953

اسسها وزير الأوقاف في الوزارة العسكرية الثانية الشيخ محمد امين عالي بن عبد الله صفاء الدين بن عبد الواحد الكبير آل باش اعيان العباسي عام 1928م. وفهرس الاستاذ محمد أسعد طلس مخطوطات المكتبة ثم نشرها بكتابهِ (الكشّاف عن مخطوطات خزائن كتب الأوقاف) عام 1953 في بغداد، وبعده تولى الدكتور عبد الله بن أحمد الجبوري صنع فهارس للمكتبة وجعلها في أربعة مجلدات، كما ألف كتاباً تناول فيهِ التعريف بنوادر مخطوطاتها، وفهرس الباحث جاسم الجبوري مجموعة من مخطوطات المكتبة.

## المقتنيات
جمعت مقتنيات المكتبة من عدد من تكايا ومدارس ومساجد بغداد وهم:
- خزانة مدرسة نائلة خاتون.
- خزانة جامع الكهيا.
- خزانة المدرسة السليمانية.
- خزانة المدرسة المرجانية.
- خزانة جامع الحيدرخانة.
- خزانة جامع أمين الباججي.
- خزانة مسجد الرواس.
- خزانة جامع الإمام الأعظم.[3]